# Dichagyris altivagans
Dichagyris altivagans là một loài bướm đêm trong họ Noctuidae.